# Forum Pacis
Forum Pacis (el. gudinden Pax' tempel el. Vespasians forum el. Templum Pacis) blev opført år 75 e.Kr. i Rom af  kejser Vespasian til minde om sejren i den Første jødisk-romerske krig. Her blev bl.a. krigsbyttet fra Jerusalems ødelæggelse opbevaret. Det afslutter rækken af de kejserlige fora mod øst. I antikken var templet kendt som Roms smukkeste.

## Funktion
Forum Pacis skiller sig ud fra de andre kejserfora, fordi templet udelukkende havde kultiske funktioner.

## Udgravninger
Forum Pacis har aldrig været fuldt udgravet, og placeringen af bygningen blev først fastslået med sikkerhed i 1899, da Lanciani, sekretær for Roms Commissione Archeologica Communale F.U.R. fastslog, at to fragmenter fra Forma Urbis Romae (et stort marmorkort over Rom ) er Templum Pacis.
De første udgravninger blev i hast foretaget i 1930'erne , da Benito Mussolini ønskede at anlægge Via dei Fori Imperiale over området med de kejserlige fora. Udgravningen afdækkede et område mod sydøst, og man fandt nogle søjler og bygningsrester, men det gav ikke megen ny viden, så derfor er F.U.R. stadig den vigtigste kilde til at rekonstruere Templum Pacis. På den baggrund kunne Templum Pacis rekonstrueres som en porticus med et tempel for enden af en midterakse.
Senere er dele af kirken SS. Cosma e Damiano erkendt som rester af Templum Pacis. Kirken blev opført i det 6.årh. tilsyneladende på rester af Templum Pacis og Templum Romuli.
I disse år er en ny og større udgravning i gang i hele området omkring de kejserlige fora for at foretage en grundig undersøgelse, hvor det ikke er sket før. På Templum Pacis har man bl.a. fundet en frisørsalon fra 1800-tallet og en kirkegård fra 6.-7.årh. Man har kunnet se, at resterne af templet bl.a. er genbrugt som fundament til bygninger i middelalderen. I april 1999 har man i området mellem Via Alessandrina og Via dei Fori Imperiali afdækket nogle af de rektangulære strukturer, der er markeret på F.U.R. De er tolket forskelligt: Som havebede, fontæner og statuebaser. De dele, der er afdækket, tyder på at være indhegninger til havebede, da et drænrør fra samme indhegning er blevet fundet tæt ved.

## Eksterne links
- http://www.capitolium.org Arkiveret 28. maj 2006 hos  Wayback Machine